# Wendell Mayes
Wendell Mayes est un scénariste et producteur américain né le 22 juillet 1918 à Hayti, Missouri (États-Unis) et mort le 28 mars 1992 à Santa Monica (Californie).

## Biographie
Il connait le succès dès son premier scénario avec No Riders, diffusé sur ABC en 1955. Il se spécialise dans l'adaptation de romans au cinéma et à la télévision. Il est connu notamment pour sa collaboration avec Otto Preminger, en particulier avec Autopsie d'un meurtre en 1959 et Tempête à Washington en 1962. Il a écrit aussi le scénario de L'Aventure du Poséidon en 1973 et contribué à l'écriture de L'Express du colonel Von Ryan en 1965. Il meurt à Santa Monica d'un cancer des os, l'âge de 72 ans.

## Filmographie

### comme scénariste
- 1957 : L'Odyssée de Charles Lindbergh (The Spirit of St. Louis)
- 1957 : The Way to the Gold
- 1957 : Torpilles sous l'Atlantique (The Enemy Below)
- 1958 : La Fureur des hommes (From Hell to Texas)
- 1958 : Flammes sur l'Asie (The Hunters)
- 1959 : La Colline des potences (The Hanging Tree)
- 1959 : Autopsie d'un meurtre (Anatomy of a Murder)
- 1960 : Le Grand Sam (North to Alaska)
- 1961 : Spanische Legende (TV)
- 1962 : Tempête à Washington (Advise & Consent)
- 1965 : Première victoire (In Harm's Way)
- 1965 : L'Express du colonel Von Ryan (Von Ryan's Express)
- 1967 : Hotel
- 1968 : L'Homme sauvage (The Stalking Moon)
- 1972 : La Poursuite sauvage (The Revengers)
- 1972 : L'Aventure du Poseidon (The Poseidon Adventure)
- 1974 : Un justicier dans la ville (Death Wish)
- 1974 : Bank Shot
- 1978 : Le Merdier (Go Tell the Spartans)
- 1982 : Monsignor
- 1992 : Enquête dangereuse

### comme producteur
- 1967 : Hotel